# Neoporus mellitus
Neoporus mellitus es una especie de escarabajo del género Neoporus, familia Dytiscidae. Fue descrita científicamente por LeConte en 1855.

## Distribución geográfica
Habita en América del Norte.